# Адольф фон Арнім-Бойценбург
Граф Дітлов Фрідріх Адольф фон Арнім-Бойценбург (нім. Dietlof Friedrich Adolf Graf von Arnim-Boitzenburg; 1832 — 1887) — був німецьким землевласником і політиком у Королівстві Пруссія. До і після заснування Німецької імперії був членом Рейхстагу.

## Життєпис
Дітлов Фрідріх Адольф фон Арнім-Бойценбург народився в Бойценбургер-Ланде в родовому Бойценбургском замку 12 грудня 1832 року.
З 1851 року Арнім-Бойценбург вивчав право в університетах Геттінгена, Бонні та Берліні.
У 1864 році під час війни проти Данії він був ординарцем головнокомандуючого прусської армії принца Фрідріха Карла Миколу, а пізніше прикомандирований до генерала Герварту і брав участь у занятті острова Альзена (нині Альс).
У серпні 1864 року Адольф фон Арнім-Бойценбург вступив на службу в міністерство внутрішніх справ, у 1868 році був ландратом Темплинского округу.
У 1870 році взяв участь у поході проти Франції, перебуваючи ординарцем при штабі 3-го армійського корпусу.
В березні 1873 року був президентом Мецского округу в Ельзас-Лотарингії.
У 1874 році призначений обер-президентом провінції Сілезія. У цьому званні він і залишався до 1877 року, коли внаслідок конфлікту свого двоюрідного брата, графа Гаррі фон Арніма, з князем отто фон Бісмарком був змушений вийти у відставку.
По смерті батька в 1868 році, як спадкоємець майорату, був покликаний в прусську верхню палату. Арнім-Бойценбург був членом північнонімецького рейхстагу від Рупін-Темплинського виборчого округу та у 1871 році був обраний тим же округом в німецький рейхстаг. Спочатку він тримався далеко від усіх фракцій, але потім приєднався до імперської партії. У 1879 і 1880 був президентом рейхстагу, але навесні 1881 відмовився від виконання обов'язків.
У 1875 році був членом надзвичайного, а в 1879 році постійного генерального синоду, який обрав його своїм президентом. Разом з тим він був членом синодальної ради.
Дітлов Фрідріх Адольф фон Арнім-Бойценбург помер 15 грудня 1887 року в рідному місті у віці 55 років.